# 新解釋·三國志
《新解釋·三國志》（日语：新解釈・三國志）是一部2020年上映的日本電影，由福田雄一編劇和執導，大泉洋主演。

## 演員

### 蜀漢
- 大泉洋 飾演 劉備（台灣配音：吳文民）
- 室剛 飾演 諸葛亮（台灣配音：宋克軍）
- 橋本哲 飾演 關羽（台灣配音：符爽）
- 高橋努 飾演 張飛（台灣配音：孫誠）
- 岩田剛典 飾演 趙雲（台灣配音：宋昱璁）
- 橋本環奈 飾演 黃夫人（台灣配音：馮嘉德）
- 清水久留美 飾演 糜夫人（台灣配音：曾允凡）

### 東吳
- 岡田健史 飾演 孫權（台灣配音：李世揚）
- 賀來賢人 飾演 周瑜（台灣配音：宋昱璁）
- 山本美月 飾演 小喬（台灣配音：曾允凡）
- 矢本悠馬 飾演 黃蓋（台灣配音：符爽）
- 半海一晃 飾演 魯肅（台灣配音：孫誠）

### 曹魏
- 小栗旬 飾演 曹操（台灣配音：李世揚）
- 磯村勇斗 飾演 荀彧（台灣配音：孫誠）
- 阿部進之介 飾演 夏侯惇（台灣配音：宋昱璁）
- 一之瀬亘 飾演 許褚（台灣配音：宋昱璁）

### 其他
- 渡邊直美 飾演 貂蟬〈伪装〉（台灣配音：馮嘉德）
- 廣瀨鈴 飾演 貂蟬〈真身〉（台灣配音：馮嘉德）
- 城田優 飾演 呂布（台灣配音：李世揚）
- 佐藤二朗 飾演 董卓（台灣配音：宋克軍）
- 山田孝之 飾演 黃巾士兵（台灣配音：孫誠）

### 旁白
- 西田敏行 飾演 蘇我宗光〈旁白〉（台灣配音：符爽）

## 製作
2019年6月，宣佈大泉洋出演由福田雄一編劇和執導的電影《新解釋·三國志》。2020年5月，宣佈山田孝之、城田優、佐藤二朗、高橋努和室剛參演電影，分別飾演黃巾、呂布、董卓、張飛以及孔明。2020年6月，宣佈賀來賢人、岡田健史、矢本悠馬、半海一晃和橋本哲參演電影，分別飾演周瑜、孫權、黃蓋、魯肅以及關羽。2020年7月，宣佈橋本環奈和山本美月參演電影，分別飾演黃夫人和小喬，並於同月公佈特報預告。2020年8月，宣佈岩田剛典和渡邊直美參演電影，分別飾演趙雲和貂蟬。2020年9月，宣佈小栗旬、磯村勇斗和阿部進之介參演電影，分別飾演曹操、荀彧以及夏侯惇。2020年10月，宣佈西田敏行加盟並飾演歷史學者蘇我宗光。同月，宣佈主題曲「革命」由福山雅治演唱。

## 製作人員
- 腳本、導演：福田雄一
- 音樂：瀨川英史
- 製片人：北島直明、松橋真三[1]
- 攝影導演：工藤哲也
- 美術：高橋努
- 編集：臼杵惠理
- 發行商：東寶
- 製作：2020「新解釋·三國志」製作委員會（日本電視台、東寶、Amuse、讀賣電視台、VAP、KDDI、JR東日本企劃、CREDEUS、CREATIVE OFFICE CUE、GYAO!、札幌電視台、宮城電視台、靜岡第一電視台、中京電視台、廣島電視台、福岡放送）

## Hulu原創劇集《新解釋·三國志－異聞－》
2020年12月，宣佈將於12月12日至12月26日播出Hulu原創劇集《新解釋·三國志－異聞－》，共7集。

### 製作人員
- 腳本、導演：福田雄一

### 播出日期
| 集數  | 配信日   | 標題             |
| ----- | -------- | ---------------- |
| 第1話 | 12月12日 | 三顧草廬的計畫   |
| 第2話 | 12月12日 | 如魚得水         |
| 第3話 | 12月19日 | 曹操軍的赤壁前夜 |
| 第4話 | 12月19日 | 來自曹操的禮物   |
| 第5話 | 12月26日 | 苦肉計           |
| 第6話 | 12月26日 | 周瑜與小喬       |
| 第7話 | 12月26日 | 董卓想吃的東西   |

## 外部連結
- 官方网站（日語）
- 新解釋·三國志的X（前Twitter）（日語）
- 新解釋·三國志的Instagram帳戶（日語）
- 互联网电影数据库（IMDb）上《新解釋・三國志》的资料（英文）
- 新解釈・三國志－異聞－ （页面存档备份，存于） - Hulu